# Пантано Маскаро (Козенца)
Пантано Маскаро је насеље у Италији у округу Козенца, региону Калабрија.
Према процени из 2011. у насељу је живело 156 становника. Насеље се налази на надморској висини од 646 м.